# گمینا میکووایکی پومورسکیه
گمینا میکووایکی پومورسکیه (به لهستانی:  Gmina Mikołajki Pomorskie) یک گمینا در لهستان است که در شهرستان اشتوم واقع شده‌است. گمینا میکووایکی پومورسکیه ۹۱٫۷۵ کیلومتر مربع مساحت و ۳٬۷۶۳ نفر جمعیت دارد.